# Jaume Portell i Caño
Jaume Portell i Caño   (Vilassar de Dalt, 1992) és un periodista català especialitzat en economia i relacions internacionals, amb especial atenció al continent africà i les pràctiques neocolonials. L'any 2018 va guanyar el Xè Premi d'Assaig de Casa Àfrica amb Un grano de cacao, on reflexiona sobre l'agricultura africana i la influència de la industrialització per substitució de les importacions al continent.

## Obra publicada
- Un grano de cacao. Perspectivas y futuro de la agricultura fricana.  Madrid: Catarata, 2019. ISBN 9788490975886.[3]
- Per què no es queden a l'Àfrica? Una família, dos pobles: Senegal i Gàmbia més enllà del mirall.  Maçanet de la Selva: Aledis, 2023. ISBN 9788412455595.[4]